# Gymnophora subarcuata
Gymnophora subarcuata är en tvåvingeart som beskrevs av Schmitz 1952. Gymnophora subarcuata ingår i släktet Gymnophora och familjen puckelflugor. Inga underarter finns listade i Catalogue of Life.